# Carissa haematocarpa
Carissa haematocarpa är en oleanderväxtart som först beskrevs av Christian Friedrich Frederik Ecklon, och fick sitt nu gällande namn av A. Dc.. Carissa haematocarpa ingår i släktet Carissa och familjen oleanderväxter. Inga underarter finns listade i Catalogue of Life.